# Acrobolbaceae
Acrobolbaceae es una familia de hepáticas del orden Jungermanniales. Tiene los siguientes géneros:

## Taxonomía
Acrobolbaceae fue descrita por E. Amy Hodgson y publicado en Records of the Dominion Museum 4: 177. 1962

## Géneros
- Acrobolbus
- Geobelobryon
- Gymnanthe
- Lethocolea
- Podanthe
- Marsupidium
- Tylimanthus